# Dawid Wdowiński
Dawid Wdowiński (ur. 25 lutego 1895 w Będzinie, zm. 1970 w Tel Awiwie) – polski lekarz neurolog i psychiatra, działacz syjonizmu rewizjonistycznego, według niektórych źródeł współzałożyciel i przewodniczący ŻZW, oraz uczestnik powstania w getcie warszawskim.

## Życiorys

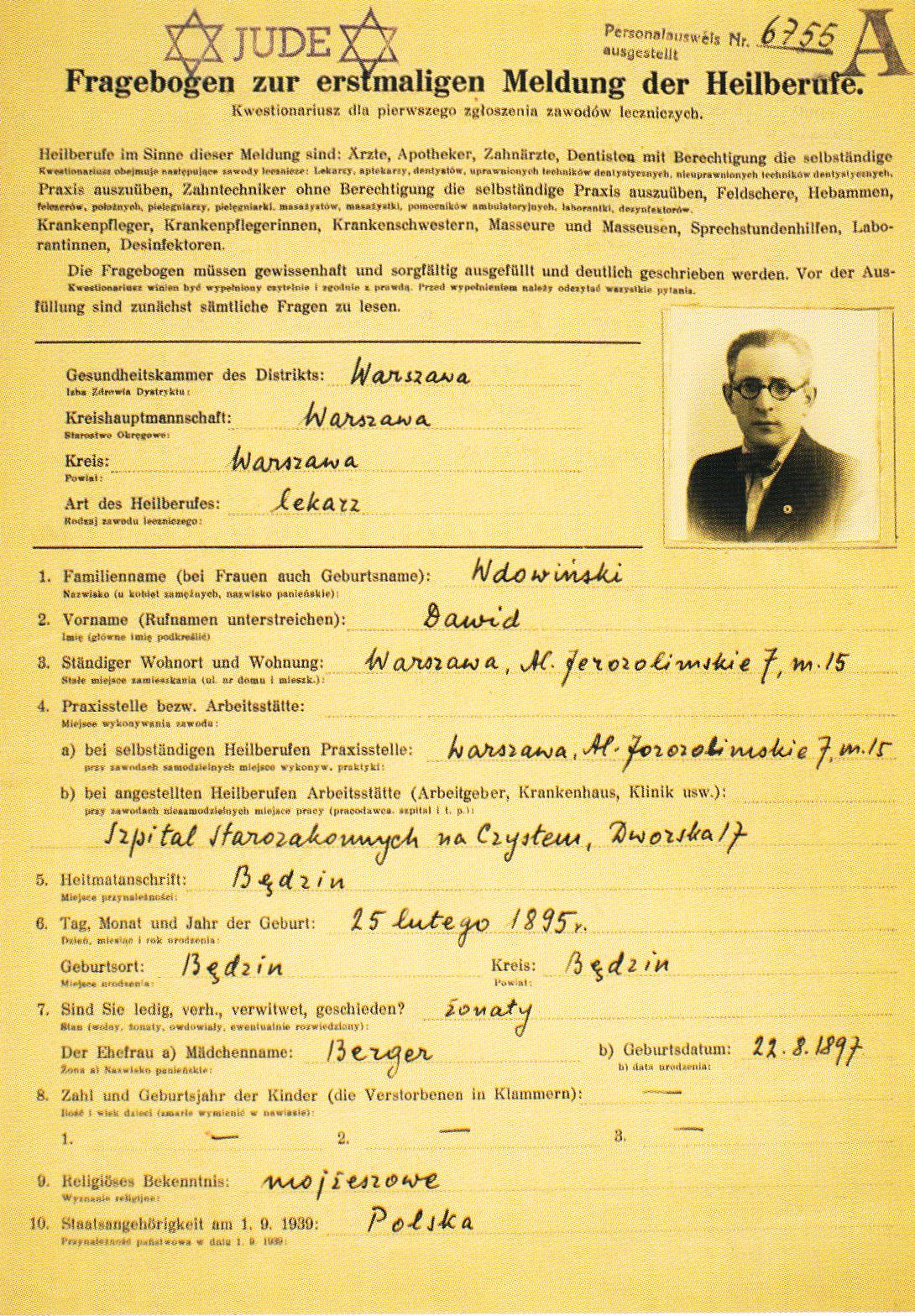
Ankieta personalna Wdowińskiego

Urodził się 25 lutego 1895 w Będzinie, w rodzinie Jezajasza i Marii z Pałasznickich jako brat bliźniak Salomei. Ukończył szkołę handlową w Łodzi. Studiował na wydziałach lekarskich uniwersytetów w Brnie, Wiedniu i Warszawie. Pracował jako starszy asystent oddziału psychiatrycznego Szpitala Starozakonnych na Czystem w Warszawie. Współzałożyciel i sekretarz redakcji miesięcznika polsko-żydowskiego „Tel-Aviv” (1914–1921).
W dwudziestoleciu międzywojennym był współzałożycielem i długoletnim prezesem Polskiej Partii Syjonistycznej Organizacji Rewizjonistów.
Wraz z Michałem Strykowski, Pawłem Frenkelem i Leonem Rodalem, zainicjował powstanie w 1942 r. Żydowskiego Związku Wojskowego.
Po wybuchu powstania i śmierci Pawła Frenkla i Leona Rodla, był prawdopodobnie ostatnim komendantem powstania z ramienia ŻZW i jednym z dwu obok, Marka Edelmana z ŻOB-u, którzy przeżyli wojnę. W czasie powstania został wywieziony do Lublina, skąd trafił do obozu pracy w Budzyniu. Koniec II wojny światowej zastał go w obozie koncentracyjnym w Dachau.
Pod koniec 1946 przez Bawarię, Włochy oraz Francję trafił do USA. Osiedlił się w Nowym Jorku i przez wiele lat wykładał psychologię i psychiatrię w New School for Social Research. W 1961 był świadkiem w procesie Adolfa Eichmanna.
W 1963 w Nowym Jorku ukazała się książka Dawida Wdowińskiego, And we are not saved, mająca ujawnić całą prawdę o udziale ŻZW w powstaniu w getcie warszawskim.
Od 22 sierpnia 1929 był mężem dr med. Antoniny Berger (1897–1943).
W 1970 podczas wizyty w Izraelu doznał śmiertelnego ataku serca podczas uroczystości upamiętniającej rocznicę powstania w getcie, zorganizowanej przez Instytut Żabotyńskiego w Tel Awiwie. Pochowany został na cmentarzu żydowskim na Górze Oliwnej w Jerozolimie.
W 2023 został odznaczony pośmiertnie Krzyżem Komandorskim Orderu Odrodzenia Polski.